# Franklin Buchanan

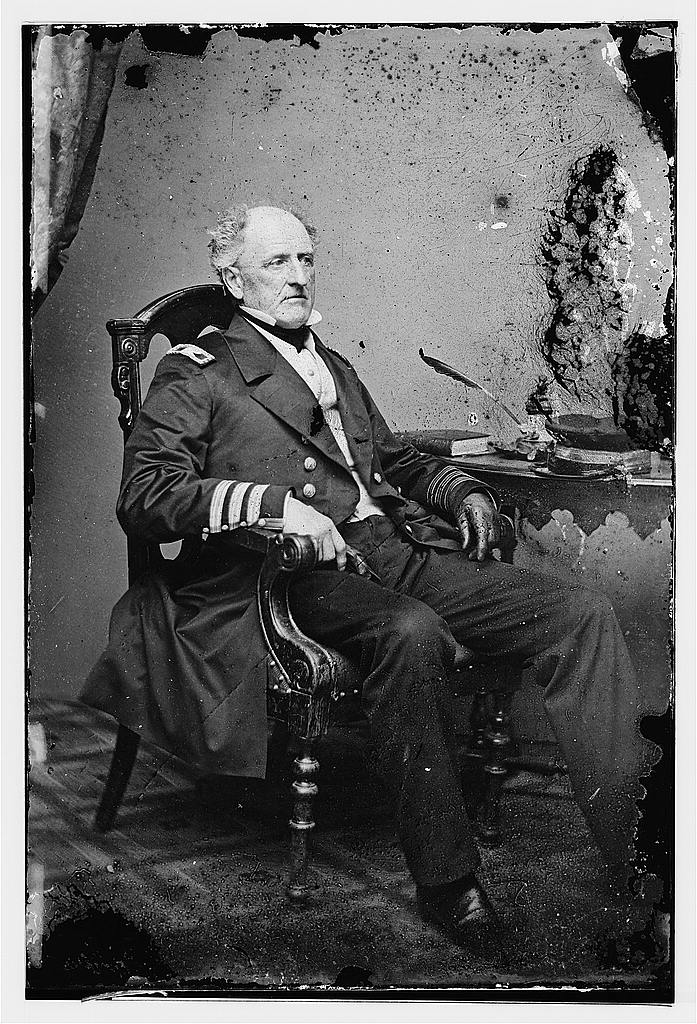
Franklin Buchanan

Franklin Buchanan (Baltimore, 13 de Setembro de 1800 - 11 de Maio de 1874) foi um oficial da Marinha dos Estados Unidos, que se transformou em almirante da Marinha dos Estados Confederados durante a Guerra Civil Americana. Comandou o Couraçado CSS Virginia. É de amplo conhecimento que Buchanan era extremamente racista, possuidor de diversas fazendas com escravos. É sabido que em uma dessas fazendas, Buchanan chegou a matar 2 de seus escravos, por maus-entendimentos (fato bastante difícil de acontecer na época, devido a valiosidade dos escravos).